# Jędrzej Gruszczyński
Jędrzej Gruszczyński (Września, 13 de novembro de 1997) é um jogador de voleibol polonês que atua na posição de líbero.

## Carreira

### Clube
Gruszczyński começou sua carreira júnior em 2012 no KPS Progress Września, onde passou dois anos. Inicialmente, também treinou voleibol de praia e tornou-se vice-campeão polaco de juvenis (2012), vice-campeão polaco de cadetes (2013) e campeão polaco de juvenis (2016). Combinou o último ano jogando em Września com aprendizado e treinamento em Spała, por onde jogou pela equipe federal do SMS PZPS Spała.
Gruszczyński, depois de se formar na Sports Championship School em 2016, ingressou no AZS Politechnika Warszawska. Fez sua estreia na primeira divisão do campeonato polonês rapidamente e em sua primeira temporada jogou 14 partidas no clube de Varsóvia. Depois de dois anos, mudou-se para o Cuprum Lubin, onde passou as duas temporadas seguintes. Em 2020, o líbero mudou-se para o Indykpol AZS Olsztyn, ainda na primeira divisão polonesa.
Após atuar por duas temporadas no clube da cidade de Olsztyn, o atleta foi anunciado como o novo reforço do Aluron CMC Warta Zawiercie para disputar a temporada 2022–23. Porém, em dezembro de 2022, o líbero fechou acordo com o PGE Skra Bełchatów para finalizar a referida temporada após a lesão do titular Kacper Piechocki.

### Seleção
Representando as seleções de base da Polônia, Gruszczyński conquistou em 2015 o título do Campeonato Europeu e o Campeonato Mundial, ambos pela seleção sub-19. Dois anos após, voltou a conquistar um título mundial, porém, desta vez, representando a seleção sub-21, no Campeonato Mundial Sub-21 de 2017, derrotando a seleção cubana por 3–0 na final.
Em 2019, foi medalhista de prata 30.ª edição da Universíada de Verão após ser superado na final pela seleção italiana. No mesmo ano recebeu a primeira convocação para representar a seleção adulta polonesa, com a qual conquistou a medalha de bronze na Liga das Nações após vencer a seleção brasileira por 3–0.

## Vida pessoal
Jędrzej é irmão mais novo da jogadora de voleibol de praia Jagoda Gruszczyńska.

## Títulos
Projekt Warszawa
- Copa Challenge: 2023–24

Seleção Polonesa
- Campeonato Europeu Sub-19: 2015
- Campeonato Mundial Sub-19: 2015
- Campeonato Mundial Sub-21: 2017

## Clubes
| Anos      | Clube                       |
| --------- | --------------------------- |
| 2016–2018 | AZS Politechnika Warszawska |
| 2018–2020 | Cuprum Lubin                |
| 2020–2022 | Indykpol AZS Olsztyn        |
| 2022–2022 | Aluron CMC Warta Zawiercie  |
| 2022–     | PGE Skra Bełchatów          |